# 528

## Esdeveniments
- Compilació de totes les lleis vigents a l'Imperi Romà per part de Justinià I que va dir-se Codi Justinià.[1]
- El general romà Belisari derrota l'exèrcit persa a Daras.[2]
- Gran terratrèmol a Antioquia.[3]